# ابوالحسن طباطبائی بروجردی
میرزا ابوالحسن طباطبائی بروجردی، فرزند سید علی طباطبائی بروجردی، از مشروطه‌خواهان و مجتهدان سرشناس، اهل اصفهان بود.

## زندگی‌نامه
میرزا ابوالحسن در شهر اصفهان متولد شد.

## استادان
وی در اصفهان و سپس در نجف به تحصیل پرداخت. برخی از استادان وی عبارتند از:
- سیدنحوی (متوفی ۱۳۰۷هق)
- میرزا بدیع درب امامی (متوفی ۱۳۱۸هق)
- میرزا محمدباقر خوانساری چهارسوقی (صاحب روضات)
- میرزا محمد حسن نجفی هزارجریبی (متوفی ۱۳۱۷ هق)
- میرزا محمد هاشم چهارسوقی خوانساری (متوفی ۱۳۱۸ هق)

## شاگردان
- سید شهاب‌الدین مرعشی نجفی
- سیدابوالقاسم موسوی فریدنی مشهور به امیر شاه کرمی (متوفی ۱۳۸۴ هق) مدفون در تیکه مقدس.
- سیدمحمدباقر نحوی (متوفی ۱۳۵۰ هق) مدفون در تکیه مهدوی، دارای اجازه ازوی.
- سیدریحان الدین مهدوی (متوفی ۱۳۹۹ هق) مدفون در تکیه مهدوی.
- محمدابراهیم کلباسی (متوفی ۱۳۶۲ هق) مدفون در شاه عبدالعظیم
- میرزا حسن بروجردی  مدفون در تکیه بروجردی.

## میرزا ابوالحسن بروجردی از نگاه دیگران
سیدمصلح‌الدین مهدوی درباره‌اش نوشته است: 
«جامع جمیع محسّات ومحل وثوق عامه مردم بوده وجماعت برگزیده داشت .»
سید شهاب‌الدین مرعشی نجفی نیز گفته است:
«سیدی جلیل بود و از مشایخ روایتی حقیر می‌باشند

محمدحسن خان اعتمادالسلطنه: 
«از علماومدرسین دائمه جماعت معروف اصفهان بود ومردم به او وثوق بسیارداشتند».

شیخ آقا بزرگ تهرانی: 
«هوالسید ابوالحسن بن السید علی بن عبدالکریم الطباطبائی البروجردی الاصفهانی عالم جلیل وخطیب بارع…»

## فعالیت‌های سیاسی واجتماعی
در جریان مشروطیت از مدافعان مشروطه مشروعه بود. چنان‌که در اعلامیه‌ای که از طرف عده‌ای از علمای اصفهان در دفاع از اهداف مشروطهٔ موافق با قوانین اسلام منتشر گردید، نام وی نیز جزء امضاکنندگان و حامیان آن است.
میرزا جزو علمایی است که درانجمن ولایتی اصفهان به حمایت از علمای مشروطه خواه پرداخته، چنان‌که جابری انصاری، که خود از جمله اعضای اصلی این انجمن بوده، دربارهٔ او می‌نویسد: 
در اوایل مشروطه که درانجمن ولایتی علمای بزرگ :آقانجفی وغیرهم آمده، منطوقات ایشان الحق موردتحسین همگان می‌شد
به دنبال شکل‌گیری دیکتاتوری پهلوی در قیام قم به رهبری نورالله اصفهانی حضور داشت.

## درگذشت
وی در جمعه هجدهم ذیقعده ۱۳۴۸ مطابق فروردین ۱۳۰۹ در اصفهان درگذشت.